# بركاب
بركاب هي قرية في مقاطعة سراب، إيران. عدد سكان هذه القرية هو 97 في سنة 2006.